# Essaim
Pour les articles homonymes, voir Essaim (homonymie) et Tempête (homonymie).
Cet article possède un paronyme, voir S1.
Ne doit pas être confondu avec Naissain.

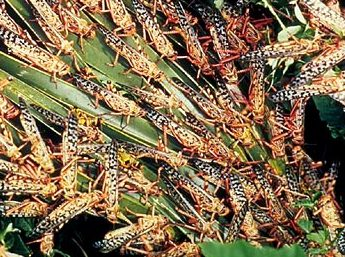
Essaim de criquets en train de se nourrir

Un essaim est un rassemblement en nombre important d'insectes de la même famille. Il correspond à un comportement d'agrégation.
Le phénomène dit de « nuée » ou « tempête d'insectes » n'a pas d'origine météorologique directe mais est saisonnier et est lié aux épisodes de sécheresse et de pluie qui font varier la quantité de nourriture disponible pour les insectes. Il se produit lorsqu'une certaine population d'insectes (par exemple des sauterelles ou des criquets) qui s'est massivement reproduite dans un lieu humide, initialement favorable à son développement, ne parvient plus à subvenir à ses besoins alimentaires. L'essaim se produit plus rarement avec des coccinelles ou des mouches. Des nuages denses de certains papillons migrateurs pouvaient évoquer un tel phénomène, donnant une impression de tempête de neige au passage des cols (par exemple dans les Pyrénées) ou dans certaines vallées d'Europe, ou avec le monarque américain là où ses vols étaient particulièrement denses.
Ces insectes sociaux deviennent alors grégaires et se massent alors en bandes denses, se déplaçant en dévorant une très grande partie de la végétation sur leur passage. Ce phénomène dévastateur, connu depuis l'Antiquité (présenté comme la huitième des dix plaies d'Égypte par la Bible), se produit dans les zones tropicales semi-arides (notamment en Afrique sub-sahélienne).

## Essaimage

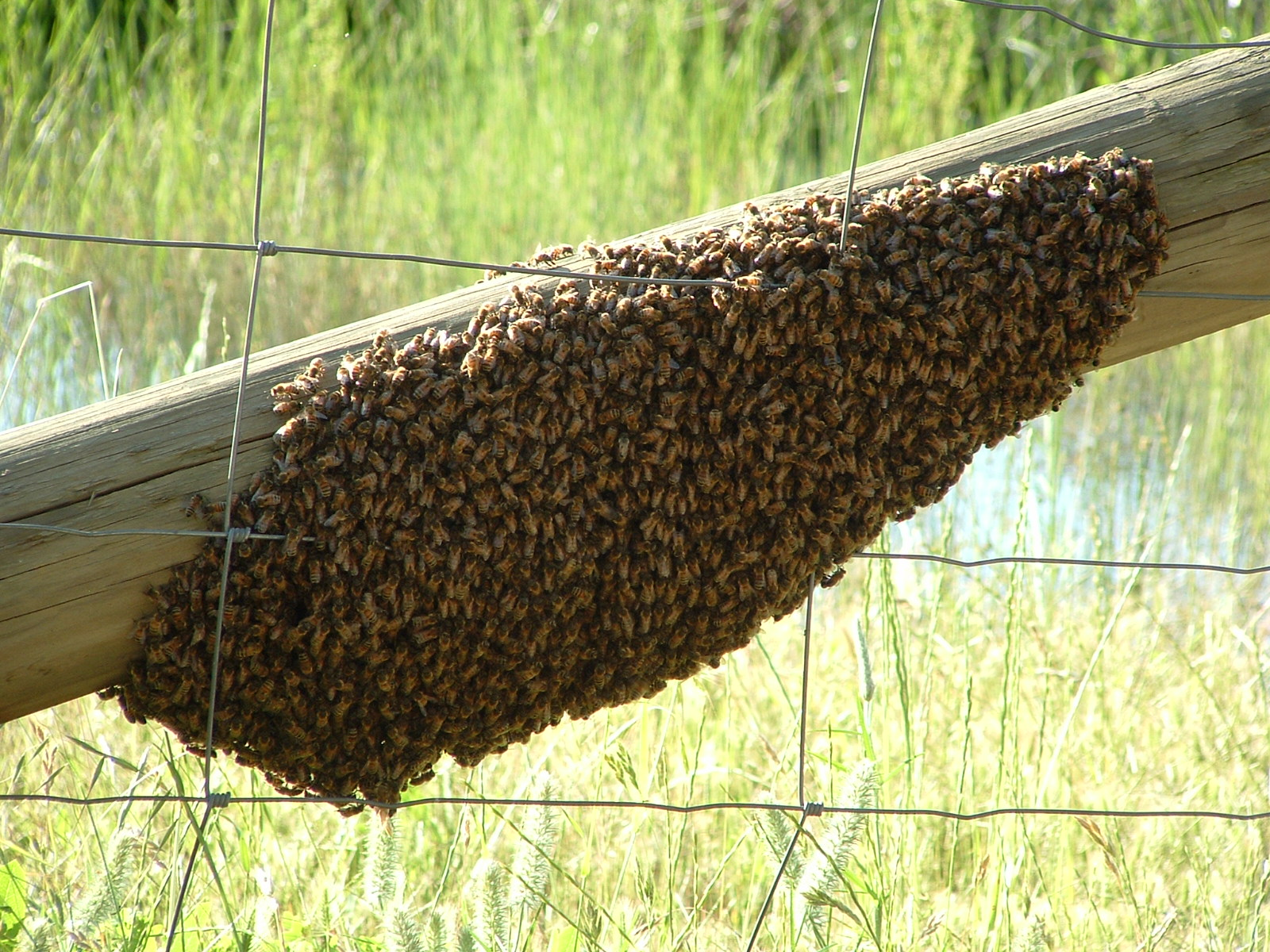
Essaim d'abeilles

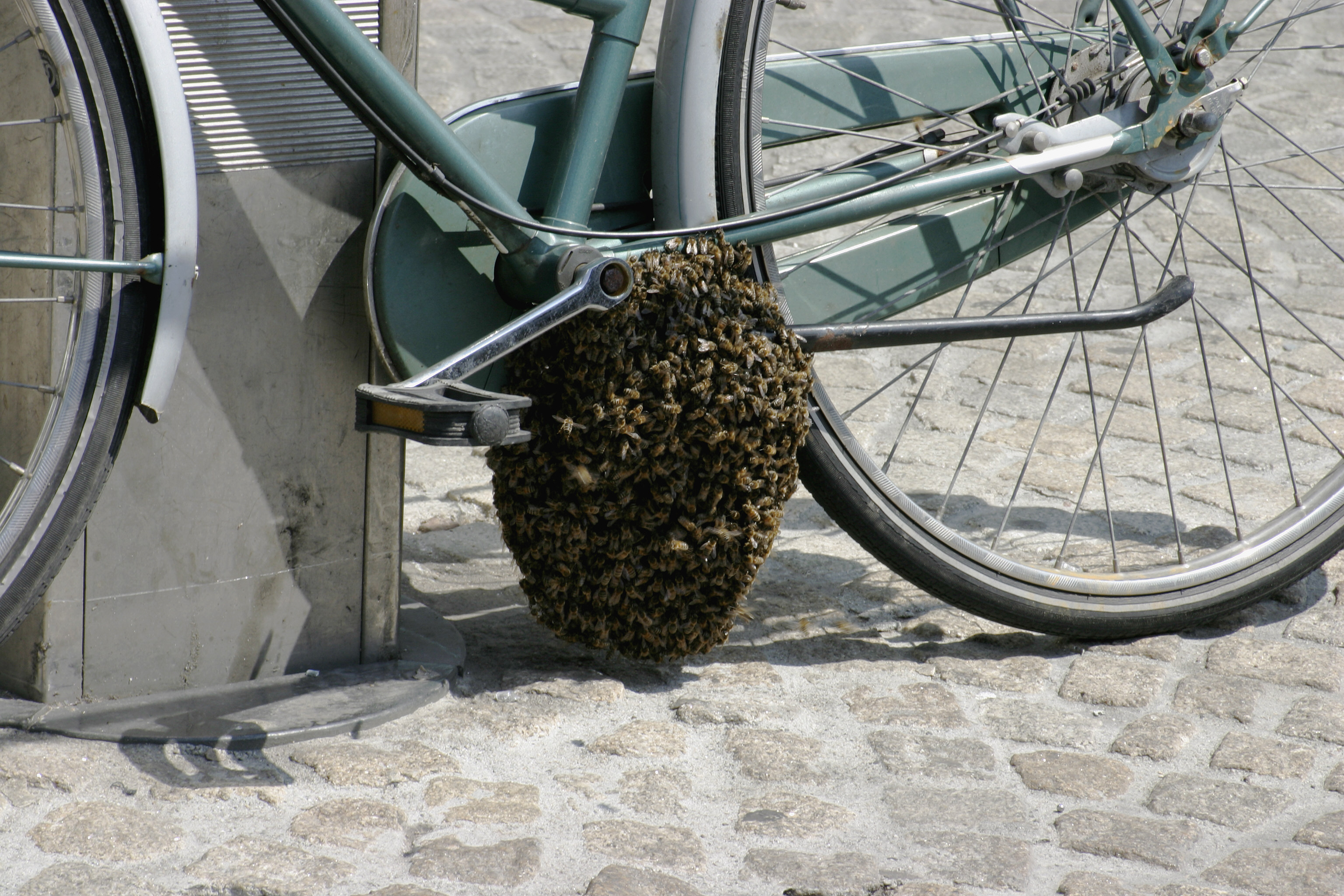
Cet essaim d'abeilles s'est suspendu au pédalier d'un vélo

L'essaimage, formation d'un essaim, est un processus bien décrit chez les abeilles. L'essaimage est un mode de multiplication par division naturelle.

## Essaim et champ électrique
Semlon Stever et al. (2005), ont montré que l'abeille est individuellement sensible à certains champs électromagnétiques et qu'elle peut être, plus ou moins, électriquement chargée. Mais longtemps, il n'y a pas eu de données sur l'essaim et les champs électriques ou électromagnétiques.
Une étude publiée en 2022 par The New Scientist montre que lors du vol et de ses activités le corps de chaque individu accumule de faibles quantités de charge électrostatique, probablement à partir du frottement des ailes sur le corps et avec l'air sec. Mais quand les abeilles domestiques (Apis mellifera) forment un essaim bourdonnant, ces charges s'additionnent et ne sont plus négligeables du tout : un seul essaim peut générer de 100 à 1000 volts par mètre, soit plus que la densité de charge d'un orage par beau temps, avec une densité de charge « environ huit fois supérieure à celle d'un nuage d'orage par beau temps et six fois supérieure à celle d'une tempête de poussière électriquement chargée ».
Plus l'essaim est dense, plus son champ électrique s'élève.
En 2022, on ignore encore si et/ou comment et quand les abeilles pourraient utiliser ce champ électrique à leur profit, et dans quelle mesure le changement climatique pourrait éventuellement localement affecter ce sens chez les abeilles. Selon Victor Manuel Ortega-Jiménez (Université du Maine), la charge électrostatique individuelle pourrait avoir une utilité, car on sait que l'abeille se sert des champs électriques pour rechercher de la nourriture. Les auteurs se demandent si d'autres espèces (à poils ou à plume) sont aussi concernés par de tels phénomènes. 

Il a été noté que :
- le bourdon et l'abeille disposent d'un sens d'abord découvert chez le bourdon Bombus terrestris qui leur permet de détecter et mesurer les champs électriques floraux qui sont affectés par la visite d'abeilles (ou de bourdons) naturellement électrostatiquement chargés. Les champs électriques floraux présentent des variations de motif et de structure discriminés par tout ou partie des apidés, ainsi renseignés sur la présence ou l'absence d'une possible récompense florale. Les champs électriques floraux peuvent changer en quelques secondes et renseigner l'abeille ;
- les forces électrostatiques jouent aussi un rôle pour la collecte du pollen[5] ;
- On sait aussi que varroa jacobsoni (Oudemans, 1904), un parasite réputé bénin de l'abeille sauvage Apis cerana, qui peut faire des bonds lui permettant d'atteindre une abeille éloignée de plusieurs millimètres de lui ; utilise des forces électriques et la charge électrique de l'abeille pour la repérer (il saute de même sur un leurre électriquement chargé et éloigné de 1,5 cm de lui)[6].

## L'essaim comme phénomène d'inspiration pour la biomimétique
Selon Chevrier & St Dizier, l'essaim permet de faire du complexe avec du simple  au sein d'un réseau souvent dit multi-agent.
L'éthologie et la sociologie étudient les stratégies de coordination, de « computation collective », et prise de décision au sein des réseaux d'individus fonctionnant en essaim et en « systèmes socio-cognitifs », via notamment le modèle dit de l'essaim particulaire
L'essaim en tant que groupe auto-organisé cohérent, tout comme la notion de superorganisme qui - chez les insectes - lui est proche sont donc naturellement devenus une source de bioinspiration pour les scientifiques qui explorent les phénomènes d'intelligence collective et collaborative (ils parlent parfois d'« intelligence en essaim »,.
L'essaim est aussi une source d'inspiration pour les ingénieurs, dont en robotique qui dans certains cas préfèrent imiter la nature et faire travailler un essaim de robots simples mais capables de coopérer entre eux (et éventuellement doués d'une certaine autonomie) plutôt qu'un seul robot plus sophistiqué.
Une forme nouvelle d'intelligence en essaim est retrouvée dans les réseaux sociaux qui se sont développés avec l'Internet, à échelle mondiale.
Les « modèle connexionniste » utiles en informatique avancée, pour étudier la « distribution dynamique adpatative » ou encore pour l'étude du cerveau s'inspirent aussi de l'intelligence en essaim.